# St. Andreas (Babenhausen)

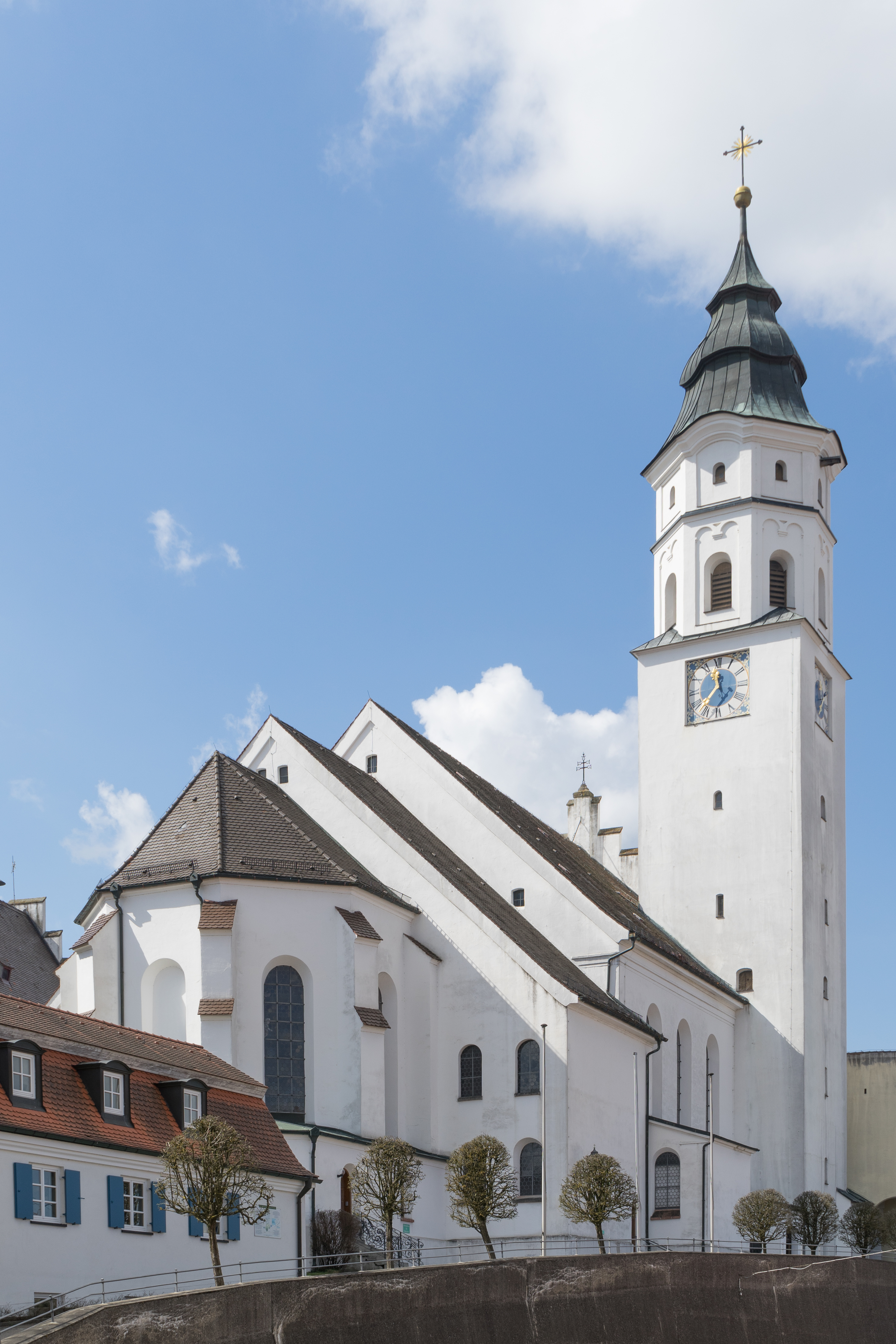
Kirche St. Andreas von Osten

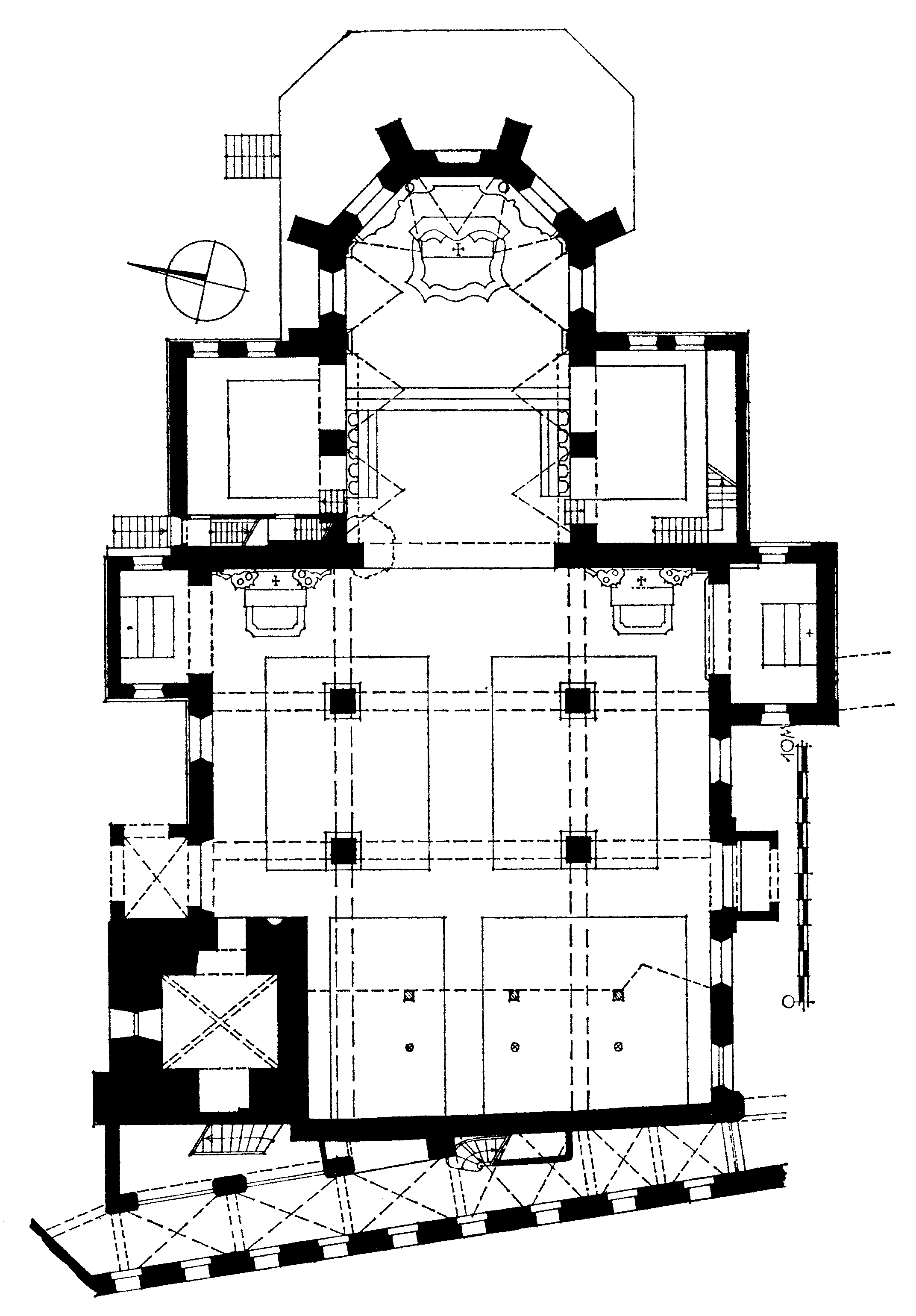
Grundriss

Die römisch-katholische Pfarrkirche St. Andreas ist eine barocke Kirche in Babenhausen im bayerischen Oberschwaben.

## Lage
Die ehemalige Hauptkirche der Grafschaft Fugger-Babenhausen steht auf einer Anhöhe inmitten des Marktes. Von Westen führt ein Treppenaufgang, der sogenannte Schneckengang zum Kircheneingang. Im Schneckengang ist ein moderner Kreuzgang in die Wand eingelassen. Am obersten Treppenabsatz befindet sich eine um 1520 in einer Memminger Werkstatt geschnitzte Kreuzigungsgruppe.

## Geschichte
Die örtliche Pfarrei erscheint 1235 erstmals urkundlich. 1315 verkaufte Heinrich von Schönegg die Hälfte von Babenhausen inkl. Kirchensatz an Konrad von Rottenstein. 1499 stifteten die Herren von Rechberg auf dem Altar Unserer Lieben Frau eine ewige Heilige Messe. Von der spätgotischen Kirche des 15. Jahrhunderts haben sich der Chor und der Turmunterbau erhalten. 1538 erwarb Anton Fugger die Herrschaft, damit verbunden auch das Patronatsrecht über die Kirche von Babenhausen. Das Gotteshaus wurde zur Hauptkirche und Grablege der Familie bestimmt. Im 16. Jahrhundert wurde ein neues Langhaus errichtet und 1562 der Turm durch ein Oktogon erhöht. Nach Beschädigungen im Dreißigjährigen Krieg erfolgten Instandsetzungsmaßnahmen. 1714 bis 1717 beauftragte man Michael Stiller mit der Umgestaltung des Innenraums im Barockstil. Das Vorzeichen kam Mitte des 18. Jahrhunderts hinzu.

## Baubeschreibung
St. Andreas ist von außen ein schlichter Bau mit vorgelagertem Chor. Der Chorbau mit seinen Kreuzrippen stammt aus gotischer Zeit, das Langhaus ist ein quadratischer barocker Hallenbau. Der Turm steht westlich des nördlichen Vorzeichens. Im Süden ist der Eingang ebenfalls durch ein vorgelagertes Vorzeichen zu betreten. Ein überdachter Gang führt von der Südseite zum Fuggerschloss.

## Innenraum

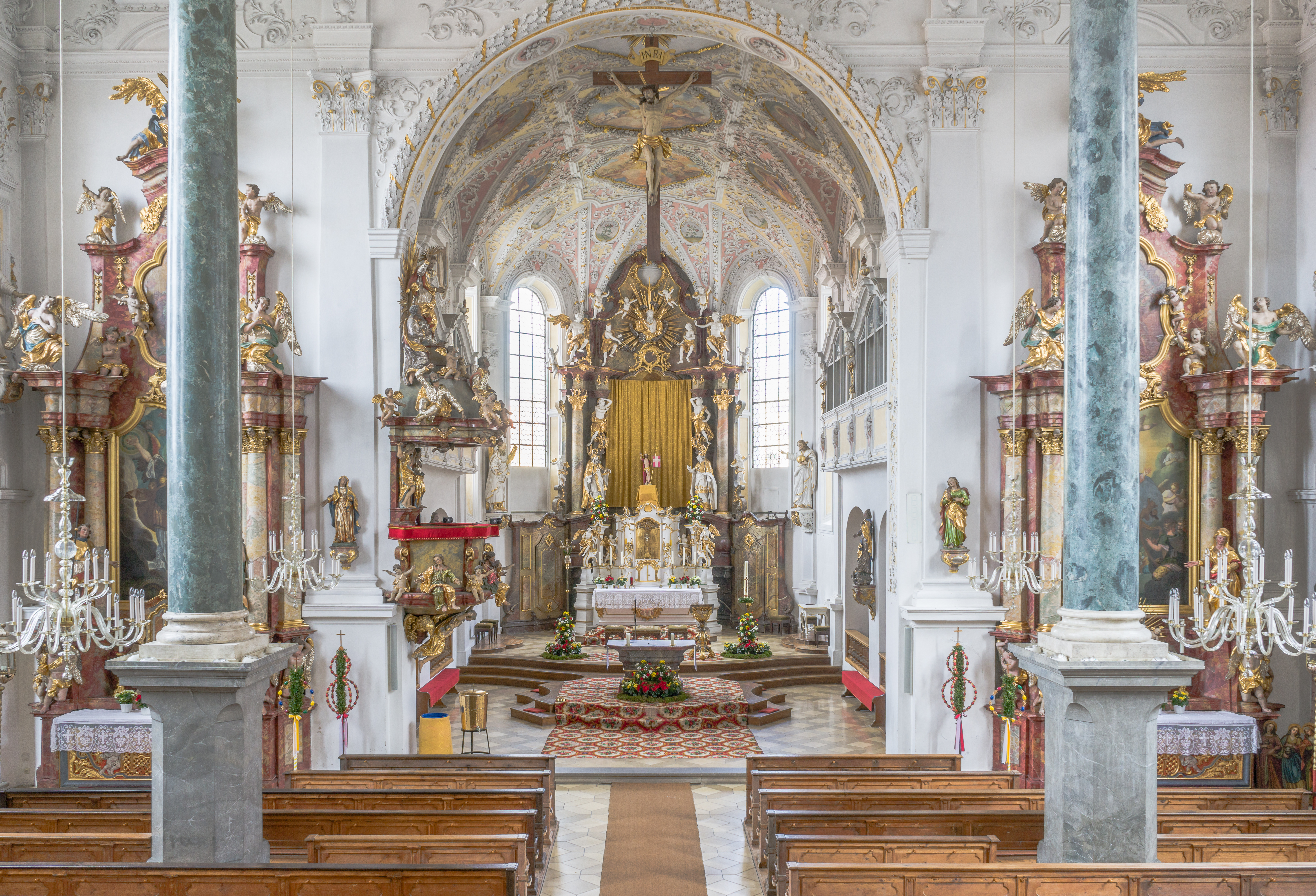
Ausblick von der untersten Empore auf der Westseite.

Die Kirche ist reich mit Stuck, Malereien und Schnitzkunstwerken ausgestattet. Das Langhaus ist dreischiffig. Vier hohe, mit Stuckmarmor verzierte Säulen tragen eine stuckierte Flachdecke und trennen das Hauptschiff von den Nebenschiffen. Eine nördliche und eine südliche Kapelle sind den Nebenschiffen angegliedert. An der Ostseite der Nebenschiffe steht jeweils ein Altar.

### Chor

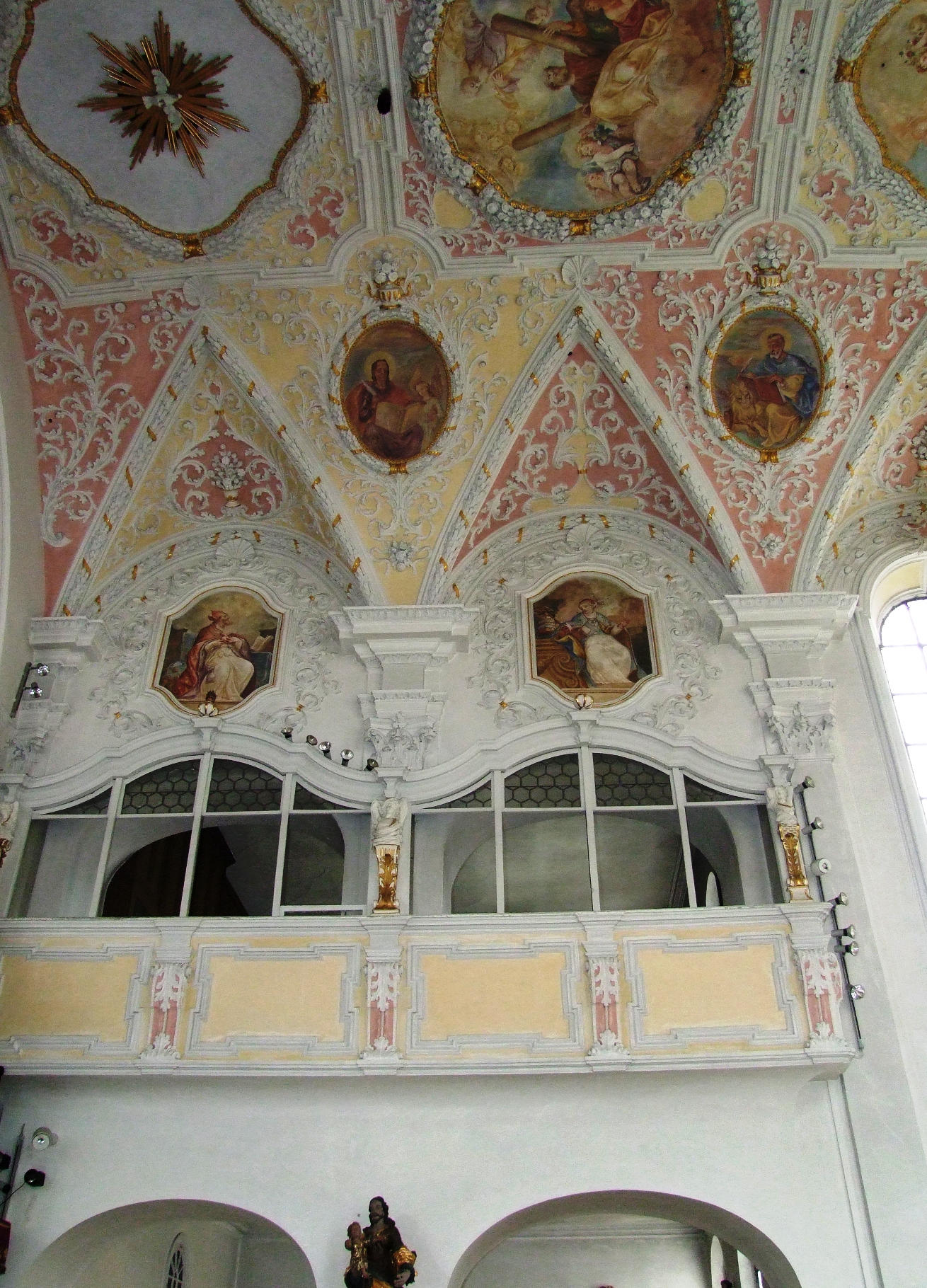
Blick auf die südliche Chorwand und Chordecke.

Der Chorraum besitzt ein gotisches Rippengewölbe, das 1717 mit Stuck von Michael Stiller barockisiert wurde. Im Gewölbe sind mehrere Fresken von Melchior Steidl zu sehen, von denen die beiden größeren den Heiligen Andreas und den Heiligen Joseph zeigen, die kleineren die vier Evangelisten, die vier abendländischen Kirchenväter und vier Embleme. Dem Chor sind zwei Seitenkapellen angegliedert, in denen sich die Aufgänge zu den Choremporen befinden. Über dem Choreingang hängt ein großes Kruzifix. Der Hochaltar steht an der Ostseite des Chores und wird von in Weiß und Gold gefassten Statuen von Jesus und dem Heiligen Andreas flankiert.

### Emporen
Die Emporen auf der Westseite befinden sich auf drei Ebenen, von denen die oberste durch die nach oben strebende Orgel geteilt wird. Die oberste Emporenbrüstung ist mit Stuck und kleinen Bildern geschmückt, die anderen haben nur Stuck als Verzierung.